# Fulgor (Frankrijk)
Fulgor is een Frans historisch merk van lichte motorfietsen.
Van dit bedrijf is alleen bekend dat men van 1930 tot 1933 vooral 100cc-tweetaktjes leverde.
- Er was nog een merk met deze naam, zie Fulgor (Milaan).